# Цидун (Наньтун)
Циду́н (кит. упр. 启东, пиньинь Qǐdōng) — городской уезд городского округа Наньтун провинции Цзянсу (КНР).

## География
Эта территория сформировалась благодаря наносам, принесённым рекой, и этот процесс продолжается до сих пор. Так, при образовании уезда в него вошёл, в частности, остров Юнлунша, который на тот момент был отделён от острова Чунминдао уезда Чунмин широкой протокой. Однако в настоящий момент эта протока фактически исчезла (от неё остался лишь оросительный канал), и остров Юнлунша стал, фактически, северной частью острова Чунминдао. Тем не менее с административной точки зрения эта территория продолжает оставаться под юрисдикцией Цидуна, там размещены два его посёлка.

## История
Долгое время здесь находились отмели устья Янцзы, соединившиеся с материком лишь в эпоху империи Цин. Поэтому в эпоху Цин они административно входили в состав близлежащих уездов, и лишь во времена Китайской республики здесь в 1928 году был создан уезд Цидун (启东县).
В 1949 году был создан Специальный район Наньтун (南通专区), и уезд вошёл в его состав. В 1970 году Специальный район Наньтун был переименован в Округ Наньтун (南通地区).
В 1983 году были расформированы город Наньтун и округ Наньтун, и был образован городской округ Наньтун.
В 1989 году уезд Цидун был преобразован в городской уезд.

## Административное деление
Городской уезд делится на 11 посёлков и 1 волость.

## Экономика
В Цидуне расположены причалы Наньтунского порта, СПГ-терминал Guanghui Energy и судостроительный завод компании COSCO Shipping Heavy Industry.